# メルヴィル郡区 (アイオワ州オーデュボン郡)
メルヴィル郡区（英: Melville Township）は、アメリカ合衆国アイオワ州オーデュボン郡にある12の郡区の一つである。

## 概要
メルヴィル郡区は94.6平方キロメートル（36.51平方マイル）で、基礎自治体は存在しない。アメリカ地質調査所によると、この郡区にはMelville Townshipの霊園1箇所が含まれている。2000年の国勢調査で人口は151人だったが、2010年には117人となっている。メルヴィル郡区は1874年に設立されている。